# Piccardia
La Piccardia (o Picardia, in francese e piccardo Picardie) era una regione amministrativa francese. 
Dal 1º gennaio 2016 è stata unita al Nord-Passo di Calais per formare la nuova regione Alta Francia.

## Storia
Parte della Gallia Belgica e abitata in origine da diverse popolazioni celtiche, tra i quali gli ambiani, dai quali deriverebbe il nome di Amiens, la Piccardia entrò nel Regno di Francia con il trattato di Verdun dell'843. La Piccardia storica, in realtà, corrispondeva solo in parte agli attuali confini amministrativi della regione, il termine entrò in uso nel XIII secolo e divenne una provincia francese nel XV secolo dall'unione di precedenti territori tra cui il Vermandois e il Ponthieu. L'attuale dipartimento della Somme, il nord dell'Aisne ed anche il dipartimento di Pas-de-Calais (Boulonais), oggi nella regione Nord-Pas-de-Calais, costituivano la Piccardia. Al contrario la parte meridionale del dipartimento dell'Aisne, così come la maggior parte del territorio dell'Oise, facevano parte della provincia dell'Île-de-France.
Fino al 1667 la Piccardia rappresentava il confine settentrionale del Regno di Francia. In quell'anno i francesi conquistarono Lilla.
Vista la sua posizione geografica la Piccardia fu al centro di tragici scontri militari durante la Prima e la Seconda Guerra Mondiale.

## Geografia fisica
La regione era composta da 3 dipartimenti: Aisne (02), Oise (60) e Somme (80). Erano inclusi nella regione 13 arrondissement, 129 cantoni e 2.292 comuni. Il capoluogo era Amiens e gli altri centri principali erano Laon e Beauvais.
Il territorio della regione confina con quello del Nord-Passo di Calais a nord, della Champagne-Ardenne a est, dell'Île-de-France a sud e dell'Alta Normandia a ovest, oltre che con il Belgio (Vallonia) a nord-est. Le coste nord-occidentali sono bagnate dal Canale della Manica.

## Etimologia
L'etimologia del termine Piccardia non è geografica né storica. La parola apparve nel 1248, derivata dalla parola "picard", vale a dire "piocheur", "scavatore". I parigini chiamavano "scavatori" tutti gli agricoltori che vivevano a nord della zona ricoperta da foreste del Senlisis e del Valois (dove i paesani erano boscaioli), ed a nord venivano chiamati "Picard" tutti quelli che non parlavano fiammingo. Arras, Boulogne-sur-Mer, Calais, Tournai erano città "piccarde" ed i loro studenti formarono a Parigi e a Orléans la "Nazione Piccarda".

## Cultura
Nella regione, fatta eccezione per il sud, è diffusa una lingua regionale, il piccardo, lingua neolatina parlata anche in gran parte del Nord-Pas-de-Calais e anche in Belgio, nello Hainaut, dove ha avuto un riconoscimento ufficiale della Communauté française de Belgique.
L'insurrezione contadina in Piccardia del 1358 ha dato luogo ad un termine, la jacquerie, che ha assunto il significato di ribellione rurale finalizzata ad un riscatto attraverso conflitti che, in questo caso, si «acuirono in seguito alla guerra dei Cent'anni, (...) che portò a un drastico aumento delle imposte e offrì ai signori feudali l'occasione di incrementare i propri redditi grazie alle imprese militari». Il termine jaquerie continuò ad essere familiare sui media in seguito alla rivolta degli agricoltori francesi «contro la Comunità europea e gli odiati americani». L'immagine della Piccardia tendente al conflitto è un luogo comune, d'altra parte, che emerge anche in letteratura, come nel romanzo di Pierre de Marivaux Il villan rifatto, dove un personaggio di secondo piano non manca di esprimersi in modo colorito: «io faccio presto a prender fuoco; neppure i preti m'hanno potuto guarire, perché sono della Piccardia».